# Shukhrat Mukhammadiev
Shukhrat Mukhammadiev  (oroszul: Шухрат Мухаммадиев (Suhrat Muhammagyiev); Sahriszabz, Szovjetunió, 1991. január 17. –) üzbég labdarúgó, a Nasaf hátvédje.

## Pályafutása

### A válogatottban
2014. május 27-én mutatkozott be az üzbég válogatottban az  Omán elleni 0–1-re végződő barátságos mérkőzésen. Bekerült a 2015-ös Ázsia-kupán induló üzbég keretbe, a tornán kétszer lépett pályára.